# 오모리 히로키
오모리 히로키(일본어: 大森 啓生, 1990년 7월 26일 ~ )는 일본의 축구 선수이다.

## 구단 경력
블라우블리츠 아키타, SC 사가미하라, 브리즈번 스트라이커스에서 활동하였다.